# ジャッキー・マーチャンド
ジャッキー・マーチャンド（Jackie Marchand）は、アメリカ合衆国の女性脚本家、プロデューサー。マサチューセッツ大学アマースト校卒業。別名はジャクリーン・マーチャンド(Jacqueline Marchand)。

## 人物
1995年に放送されたリメイク版『Get Smart』に脚本アシスタントとして参加し、キャリアをスタートさせる。
代表作は特撮テレビ番組パワーレンジャーシリーズ。1995年のマイティ・モーフィン・パワーレンジャーシーズン3から2009年の『パワーレンジャー・RPM』まで（2002年の『パワーレンジャー・ワイルドフォース』のみ未参加）合計して120話分の脚本を担当し、7シーズン分のスターリーエディターを務めた。3シーズン共同プロデューサーも務めた。
2010年から2013年までニューヨークにてイベントコーディネーターの仕事をした後、同年からフリーランスの脚本家としてロールマン・エンターテイメント製作のアニメ作品に2014年までかかわる。2015年からアマゾン・スタジオでストーリーアナリストの仕事をしている。

## 参加作品

### テレビドラマ
- Get Smart(1995) - 脚本アシスタント
- パワーレンジャー Mighty Morphin' Power Rangers(1995) - 脚本（3本担当）、アソシエイト・ストーリー・エディター
- マイティ・モーフィン・エイリアンレンジャー Mighty Morphin Alien Rangers(1996) - 脚本（1本担当）、アソシエイト・ストーリー・エディター
- パワーレンジャー・ジオ Power Rangers Zeo(1996) - 脚本（5本担当）、アソシエイト・ストーリー・エディター
- パワーレンジャー・ターボ Power Rangers Turbo(1997) - 脚本（4本担当）、アソシエイト・ストーリー・エディター
- パワーレンジャー・イン・スペース Power Rangers in Space(1998) - 脚本（9本担当、内7本はジャド・リンとの共作）、アソシエイト・ストーリー・エディター
- パワーレンジャー・ロスト・ギャラクシー Power Rangers Lost Galaxy(1999) - 脚本（5本担当、内4本はジャド・リンとの共作）、アソシエイト・ストーリー・エディター
- パワーレンジャー・ライトスピード・レスキュー Power Rangers Lightspeed Rescue(2000) - 脚本（27話担当、内25本はジャド・リンとの共作、1本はジャド・リン、デニス・スキナーとの共作）、アソシエイト・ストーリー・エディター
- パワーレンジャー・タイムフォース Power Rangers Time Force(2001) - 脚本（37本担当、全てジャド・リンとの共作）、アソシエイト・ストーリー・エディター
- パワーレンジャー・ニンジャストーム Power Rangers Ninja Storm(2003) - 脚本（7本担当、内2本はダグラス・スローンとの共作）
- パワーレンジャー・ダイノサンダー Power Rangers: Dino Thunder(2004) - 脚本（11本担当）、ストーリー・エディター
- パワーレンジャー・S.P.D. Power Rangers: S.P.D.(2005) - 脚本（13本担当、内2本はジョン・テリジェンとの共作）、ストーリー・エディター
- パワーレンジャー・ミスティックフォース Power Rangers: Mystic Force(2006) - 脚本（11本担当）、ストーリー・エディター
- パワーレンジャー・オペレーション・オーバードライブ Power Rangers: Operation Overdrive(2007) - 脚本（11本担当）、共同プロデューサー
- パワーレンジャー・ジャングルフューリー Power Rangers: Jungle Fury'(2008) - 脚本（7本担当）、共同プロデューサー
- パワーレンジャー・RPM Power Rangers: RPM(2009) - 脚本（3本担当）、共同プロデューサー（第15話まで）

### オリジナルビデオ
- I'm Dreaming Of A White Ranger(1995) - 脚本

### ネット配信
- Mighty Morphin Power Rangers: Once & Always(2023) - ストーリーコンサルタント

### テレビアニメ
- MP4orce(2006) - 脚本（1話担当）
- NFL Rush Zone(2013) - 脚本（2話担当）

### 出演
- パワーレンジャー・イン・スペース Power Rangers in Space(1998)
  - 第13話「おばあちゃんのお見合い攻撃 Grandma Matchmaker」 - マママイトの声
- Power Morphicon 2007（ファンイベント出演）